# NGC 7413
NGC 7413 في الفهرس العام الجديد، هي مجرة، تقع في كوكبة الفرس الأعظم. اكتشفت في 2 سبتمبر 1886 بواسطة لويس سويفت.

## روابط خارجية
- NGC 7413 على موقع ويكي سكاي: DSS2, SDSS, GALEX, IRAS, Hydrogen α, X-Ray, Astrophoto, Sky Map, Articles and images